# Ragnar Bengtson
Ragnar Bengtson, född 1892, var en svensk målare och grafiker.
Bengtsson studerade vid Konsthögskolan i Stockholm 1909–1911 och var efter studierna verksam som teckningslärare i Kristinehamn. Han medverkade i Värmlands konstnärsförbunds första utställning 1919 i Karlstad. Hans konst består av stilleben, Stockholmsmotiv och etsningar.